# Helen Glover
Helen Glover (ur. 17 czerwca 1986) – brytyjska wioślarka. Złota medalistka Igrzysk olimpijskich 2016 w Rio de Janeiro, złota medalistka Igrzysk olimpijskich 2012 w Londynie.
Zawody w 2012 były jej pierwszymi igrzyskami olimpijskimi. Po medal sięgnęła w rywalizacji dwójek bez sternika. Partnerowała jej Heather Stanning. Sukces ten powtórzyła cztery lata później w Rio de Janeiro. Dwukrotnie w tej konkurencji sięgała również po złoto mistrzostw świata (2013, 2014).

## Osiągnięcia
- Igrzyska olimpijskie – Rio de Janeiro 2016 – dwójka bez sternika – 1. miejsce.